# Teuthraustes kuryi
Espèce
Teuthraustes kuryi est une espèce de scorpions de la famille des Chactidae.

## Distribution
Cette espèce est endémique de la province d'Esmeraldas en Équateur.

## Description
La femelle holotype mesure 60,4 mm.

## Étymologie
Cette espèce est nommée en l'honneur d'Adriano Brilhante Kury.

## Publication originale
- Ythier & Lourenço, 2017 : The geographical patterns of distribution of the genus Teuthraustes Simon, 1878 in Ecuador and description of three new species (Scorpiones, Chactidae). ZooKeys, no 721, p. 45-63 (texte intégral).